# Gentilés du Liban
Cet article est destiné à rassembler l’ensemble des gentilés du Liban.
Les suffixes formateurs de gentilés du Liban en français sont souvent les suffixes habituels en français (-ais, -ois) ; on rencontre aussi le suffixe -in (Beyrouthin) et souvent le suffixe -iote qui est d’origine grecque.
- Liban (le) : Libanais, Libanais, Libanaise, Libanaises ;  adjectif correspondant : libanais, libanais, libanaise, libanaises ; adjectif en composition : libano-
  - Beyrouth : Beyrouthin, Beyrouthins, Beyrouthine, Beyrouthines[2],[3],[4],[5]
  - le Akkar ou district du Akkar : Akkariote, Akkariotes, Akkariote, Akkariotes (invariant au féminin)[6]
  - Baalbek : Baalbekois, Baalbekois, Baalbekoise, Baalbekoises
  - la Bekaa : Békaaiote, Békaaiotes, Békaaiote, Békaaiotes (invariant au féminin)[7]
  - le Chouf : Choufiote, Choufiotes, Choufiote, Choufiotes (invariant au féminin)
  - le Kesrouan : Kesrouanais, Kesrouanais, Kesrouanaise, Kesrouanaises[7]
  - le Metn : Metniote, Metniotes, Metniote, Metniote (invariant au féminin)[7]
  - Tripoli (Liban) : Tripolitain, Tripolitains, Tripolitaine, Tripolitaines
  - Tyr : Tyrien, Tyriens, Tyrienne, Tyriennes
  - Zahlé : Zahliote, Zahliotes, Zahliotes, Zahliotes (invariant au féminin)
  - Zghorta :

## Crédits
- Cet article est partiellement ou en totalité issu de l'article intitulé « Liste de gentilés » (voir la liste des auteurs).